# Contea di Perry (Illinois)
La contea di Perry ( in inglese Perry County ) è una contea dello Stato dell'Illinois, negli Stati Uniti. La popolazione al censimento del 2000 era di 23 094 abitanti. Il capoluogo di contea è Pinckneyville.